# Gonepteryx chitralensis
Gonepteryx chitralensis is een vlindersoort uit de familie van de Pieridae (witjes), onderfamilie Coliadinae.
Gonepteryx chitralensis werd in 1905 beschreven door Moore.